# Takashi Okuhara
Takashi Okuhara (født 31. juli 1972) er en tidligere japansk fodboldspiller.
Han har spillet for flere forskellige klubber i sin karriere, herunder FC Tokyo.